# Metsäsaari (ö i Södra Savolax)
Metsäsaari är en ö i Finland. Den ligger i sjön Iso-Perkai och i kommunen Pieksämäki i den ekonomiska regionen  Pieksämäki ekonomiska region  och landskapet Södra Savolax, i den södra delen av landet, 260 km norr om huvudstaden Helsingfors. Öns area är 0,3 hektar och dess största längd är 90 meter i nord-sydlig riktning.